# Isola Nagai
Nagai è una delle maggiori isole Shumagin, un gruppo di 20 isole al largo della costa meridionale della penisola di Alaska che appartengono amministrativamente al Borough delle Aleutine orientali. L'isola è lunga 49,8 km e si trova a ud-est di Unga.
L'isola era stata registrata nel 1802 da Sauer e successivamente in francese come "Ile Nagay" dal capitano Litke nel 1836; è stato qui sepolto Nikita Šumagin, uno dei marinai di Vitus Bering, morto di scorbuto durante la spedizione nei mari artici del 1741 e il cui nome venne dato al gruppo delle isole Shumagin, di cui l'isola Nagai fa parte.